# Reformizem
Reformizem v marksistični politični filozofiji označuje politična stališča, ki so v svojih dolgoročnih ciljih opustila boj proti kapitalizmu, ki so torej svoje cilje prizadevajo doseči v okviru kapitalizma. V tem se razlikujejo od revolucionarnega marksizma, ki se s kapitalizmom ne zadovolji, ampak si za cilj zada njegovo odpravo ter njegovo nadomestitvijo s komunizmom. 
Reformizem ne zanika obstoja razredne družbe niti ne zanika, da med temi razredi obstajajo konflikti. Od marksizma se reformizem nasprotno razlikuje šele po tem, da rešitev v teh konfliktih vidi znotraj razredne družbe, da torej slednje ni treba v celoti odpraviti, ampak le nekoliko spremeniti; iz tega tudi izhaja ime reformizem.

## Razlika med reformo in revolucijo
Razlikovanje med reformo in revolucijo je iz vidika razrednega boja na prvi pogled protislovno, ker reforme kapitalizma tudi izboljšajo položaj delavskega razreda. Zakonsko določena minimalna plača je na primer za delavce boljša opcija, kot če takšne določitve sploh ni; enako velja za zakonsko omejeni delovni dan. Enake opazke sledijo za javne storitve; javno dostopno in brezplačno šolstvo in zdravstvo nista (vsaj neposredno) le simbolične pridobitve.
Na tem mestu je za razlikovanje med reformističnim in revolucionarnim krilom nujno uvesti razliko med kratkoročnimi in dolgoročnimi cilji. Komunistična (revolucionarna) pozicija ne nasprotuje ukrepom, ki izboljšajo položaj delavskega razreda; njena kritika ni vezana na kratkoročni, temveč dolgoročni vidik razrednega boja. Marksizem nadalje ne zanika pridobitev, ki izhajajo iz reform kapitalizma; skrajšanje delovnega dneva, (tudi relativno) višje mezde ter vzpostavitev vsaj minimalnega omrežja socialne varnosti. 
Marksizem nasprotno nastopa proti reformam kot dolgoročnemu cilju delavskega gibanja; nasprotuje stališču, da je konflikt med kapitalističnim in delavskim razredom možno trajno razrešiti z reformo. S tem utrjuje dve pomembnejši stališči. Prvič: da razredni boj med delom in kapitalom ni stvar slučajnega nesporazuma, ampak nasprotno izhaja iz istih mehanizmov, ki kapitalistični način produkcije sploh omogočajo (glej presežna vrednost). Drugič: da se temu primerno konflikt ne bo razrešil z vrsto postopnih korakov, ampak bo za to potreben večji preskok, ki bo pomenil tudi korenite spremembe družbenega reda (tj. revolucijo).
Marksizem do reforme tako zavzema dialektičen odnos. Dokler komunistična revolucija še ni možna, dokler je torej kapitalizem še premočan, da bi se ga dalo odpraviti z enim udarcem, dokler je torej revolucija še na horizontu (ne pa tudi v dosegu roke), so reforme zgodovinsko pogojeni kompromis med proletariatom in buržoazijo; proletariat ni dovolj močan, da bi strmoglavil buržoazijo, buržoazija pa ni dovolj močna, da bi zatrla opozicijo proletariata. 
Marksizem reforme nikoli ne pojmuje kot končni cilj, ampak kot sredstvo za dosego tega cilja. To postane najbolj razvidno v situaciji, kjer je možno doseči več kot zgolj reforme; v tem trenutku tudi postane najbolj razvidno, da so za marksizem reforme zgodovinsko diktirani kompromis, ki ga je treba zavreči takoj, ko ni več potreben. Marksistično vprašanje »Reforma ali revolucija?« tako dejansko pomeni »Reforma namesto revolucije?«, naslavlja pa vprašanje, kako naj se kapitalistična razredna protislovja dokončno razrešijo (tj. z reformo ali revolucijo?).

## Vzroki za nastanek reformizma
Za nastanek reformizma sta dva večja vzroka: prvi izhaja iz nerazumevanja kapitalizma, drugi pa iz naivnega pojmovanja razrednega boja. Prvi ima teoretsko podlago v revizionizmu, drugi pa v neizkušenosti.
Reformizem, ki izhaja iz neizkušenosti, je rezultat naivnosti in (neupravičenega) optimizma v uspešnost in potenciala reformističnih bojev. Takšen sentiment je še posebej prisoten ob večjih pridobitvah delavskega razreda, kot na primer skrajšanim delovnim dnevom, večjim dvigom mezd, pa tudi močnejši družbeni moči delavskega gibanja (močnejši sindikati, zastopanost delavcev v parlamentu); relativno dolgotrajno obdobje delavskih sentiment dodatno podžiga. V takšnih trenutkih se okrepi (zmotno) prepričanje, da bodo vsi bodoči delavski boji potekali tako gladko, da se bo slejkoprej buržoazija uklonila delavskim zahtevam.
Reformizem kot rezultat revizionizma je aplikacija slednjega v praktičnem delavskem boju. V tem primeru reformizem izhaja iz nerazumevanja kapitalističnih produkcijskih odnosov, pa tudi nerazumevanja odnosa med kapitalizmom in državo. V tem primeru reformizem ne izhaja iz mišljenja, da bo vedno možno ukloniti buržoazijo, ampak da je možno imeti kapitalizem brez razrednega boja med delom in kapitalom, da se da premostiti konflikt med njima, hkrati pa obdržati tako buržoazijo kot proletariat.
Opisana faktorja nista medsebojno izključujoča. Kombinacija obojega vodi, na primer, do enega izmed največjih zaključkov reformizma, ki razrešitve razrednega boja ne vidi v eskalaciji do revolucije, ampak nasprotno pot do istega cilja vidi v postopni slabitvi buržoazije, dokler ni njena razlastitev le še stvar formalnosti. Takšen pristop pa pozabi, da je tudi iz vidika buržoazija velika razlika med zahtevo po višjih mezdah in krajšem delovnem dnevu na eni strani in zahtevo po njeni razlastitvi na drugi strani; temu primerno je tudi nerazumno pričakovati, da bo reakcija buržoazije v obeh primerih enaka.

## Reformistična politika

### Ločitev političnega in ekonomskega boja
V marksizmu se politični in ekonomski boj povezujeta, ker dosledna izpolnitev delavskih interesov zahteva tudi spremembo družbenega načina produkcije (tj. kolektivizacijo produkcijskih sredstev in uvedbo delavskega upravljanja). Takšna sprememba ni le ekonomska, ampak tudi politična. Sprememba v načinu produkcije zahteva strmoglavljenje buržoazne države, ki se jo nadomesti s proletarsko državo (ki sčasoma odmre); ta je zadolžena za varovanje socializma pred kontrarevolucionarnimi povračilnimi udarci. Partijska avantgarda tako pritiska k povezovanju ekonomskega in političnega delavskega boja, ker je to edini način, da katerikoli izmed njiju postane revolucionaren.
Reformizem, ki se odpove zahtevam po revoluciji, posledično ne vidi razloga, da bi povezoval ekonomski in politični boj. Ta ločitev je praktična, ne pa nujno tudi teoretična; reformizem lahko na  drugem nivoju sicer vzpostavi povezavo med ekonomskim in političnim delavskim bojem, a jih v praksi ločuje. Sindikalno in parlamentarno krilo, ki se pod komunistično partijo dopolnjuje v celoto, je v reformizmu eksplicitno ločeno; ekonomsko krilo reformizma je omejeno na sindikalni boj, politično pa na parlamentarizem.

#### Reformistični sindikalni boj
Sindikalizma, ki zavrača povezovanje s političnim bojem iz reformističnih razlogov, ne smemo enačiti s sindikalizmom, ki zavrača povezovanje s parlamentarnim bojem iz revolucionarnih razlogov. 
V drugem primeru govorimo o revolucionarnem sindikalizmu, ki parlamentarni boj zavrača, ker državo pojmuje kot orodje buržoazije za uveljavljanje svoje oblasti nad proletariatom; vsakdo, ki sodeluje v državnih institucijah, s tem na takšen ali drugačen način postane služabnik kapitala. Takšen sindikalizem zavrača sodelovanje v buržoazni politiki, ker takšno dejanje vidi kot pomembno grožnjo njegovi lastni revolucionarnosti; njegov boj je tako omejen na orodja sindikalnega boja, kot na primer splošno stavko. Zgodovinski primer takšnega radikalnega sindikalizma je ameriški sindikat iz začetka 20. stoletja Industrial Workers of the World (IWW).
V reformističnem primeru ravno tako pride do ločitve ekonomskega in političnega boja, a iz drugačnih razlogov. V primeru revolucionarnega sindikalizma je vzrok ločitve strah pred omilitvijo stališč, torej strah, da bi politični (parlamentarni) boj odvzel radikalnost ekonomskemu boju. To za reformistični sindikalizem, ki je revolucionarnost opustil, ni problematično; takšen sindikalizem povezovanju s političnim bojem nasprotuje iz povsem pragmatičnega in oportunističnega vidika. Reformistični sindikalni boj ni kritičen do mezdnega dela in omejuje svoje boje na vlogo, ki jo igrajo sindikati v kapitalizmu; izboljševanje pogojev tržnega položaja delovne sile (tj. da mezdni delavec oddaja delovno silo pod ugodnejšimi pogoji, kot npr. višjo mezdo). Takšen sindikalizem vidi vpletanje v politični boj kot nepotrebno silo, ki ruši enotnost sindikalnega boja. Če se kljub temu poveže s političnim bojem, to ne počne zato, da bi se oba boja povezala na višji nivo, ampak ga uporabi kot pomožni vzvod za uveljavitev svojih reformističnih zahtev. Sindikalni boj tako sam na sebi ni revolucionaren, saj ne napada kapitalistične privatne lastnine. Če si prizadeva preseči to omejitev in se radikalizirati, naleti na problem, da je omejen v naboru razpoložljivih bojnih sredstev.

#### Zadružništvo
Eden izmed pristopov, ki je bolj zgodovinsko priljubljen pri utopičnih socialistih, je uvedba delavskih zadrug. Takšne zadruge bi bile v skupni lasti zaposlenih delavcev, hkrati pa bi s konkurenčnim bojem pritiskala na preostanek družbene (kapitalistično) produkcijo, da ta uvede uspešnejši model zadružništva. V abstraktni teoriji zadružništvo tako izpolnjuje dva cilja; po eni strani je praktična aplikacija delavskega upravljanja, po drugi strani pa naj bi si tudi podredila kapitalistično produkcijo preko njenih lastnih zakonitostih.
Marksistična kritika zadružništva je, da takšen pristop ne napada direktno buržoaznega monopola nad družbenimi produkcijskimi sredstvi, ampak si ta monopol prizadeva spodkopati v dolgotrajni vojni izčrpavanja. Kar vodi do druge pomembnejše kritike zadružništva; da slednje ne premaga kapitalističnih zakonov ekonomije, ampak jim je podrejeno. Če naj zadružništvo doseže opazno izboljšane delovne pogoje, ne more tekmovati z buržoazijo, saj je njen pomemben adut ravno v tem, da lahko poveča profit na račun delavcev. Obstoj zadružništva v okviru kapitalizma je tako odvisen predvsem od potrošniške baze, ki je pripravljena zadružništvo podpirati. Temeljni očitek marksizma zadružništvu kot pristopu za odpravo kapitalizma je tako, da si takšen pristop prizadeva vzpostaviti komunizem, še preden je strmoglavil kapitalizem.

### Parlamentarizem
Parlamentarizem označuje politično taktiko, ki si prizadeva svoje cilje doseči  z delovanjem v parlamentu (ali sorodnih institucijah oblasti). Parlamentarizem pa postane reformističen, ko parlamentarni boj jemlje za glavno orožje političnega boja, vse ostale metode so mu podrejene. 
Od samega začetka zavračati vsakršno sodelovanje v buržoazni politiki (ki je kontrarevolucionarna) je iz vidika marksizma-leninizma problematičen pristop, saj to tudi pomeni zavreči orodja razrednega boja (in utrjevanje lastne politične moči), preden ta postanejo tudi objektivno gledano preživeta. Politično gibanje, ki deluje predvsem na področju mobilizacije in radikalizacije ljudskih množic, hkrati pa ima tudi poslansko krilo, ni nujno reformistično. To postane takrat, ko večino svoje energije in sredstev posveti parlamentarnemu boju, na račun preostalih področij razrednega boja.
Za celostno razumevanje parlamentarizma je treba razumeti koncept boja od spodaj in od zgoraj, predvsem pa odnos med tema dvema bojnima poljema. Partijski poslanci tako niso udarne enote revolucije; ta se ne zgodi s pridobitvijo večine v parlamentu. Nasprotno je parlamentarno krilo partijsko propagandno orodje in je podrejeno njenemu delovanju od spodaj. Glavnina moči partijskih poslancev ne izhaja iz njihove pozicije v parlamentu, ampak gibanja od spodaj; to tudi pomeni, da ne sklepajo kupčij s kapitalističnimi (in oportunističnimi) strankami in se ne osredotočajo na pridobivanje njihovih glasov, ampak jih zanima le zagovarjanje programa partije, svoj položaj pa podkrepijo z množično podporo od spodaj .
V buržoaznem (reformističnem) parlamentarizmu je ravno obratno; delovanje poslancev je osrednji element boja, temu so mu podrejeni vsi ostali. Gibanje od spodaj je podrejeno gibanju od zgoraj; vsakršna agitacija, ki se izvaja med ljudskimi množicami, ni namenjena grajenju njihove zavesti ali organiziranosti, ampak je dopolnilo poslanski skupini; te ljudske množice niso glavni akter razrednega boja, ampak pomožni element, ki se ga priložnostno zbudi in nato potisne nazaj v pasivnost.
Takšen nastop po marksistični doktrini ne more voditi do revolucije, saj se s tem zatira delovanje revolucionarnega proletariata, ključnega elementa revolucije. S tem se tudi pozabi na omenjen odnos med delovanjem od spodaj in od zgoraj. Parlamentarizem, ki je uradno še vedno »na strani delavskega razreda«, se tako osredotoča predvsem na pridobivanje podpore preostalih (buržoaznih) političnih strank, kar postane tudi glavni cilj parlamentarnega delovanja. Da s slednjimi vzdržuje dobre odnose, je reformistični parlamentarizem tudi pripravljen aktivno sodelovati pri zatiranju delavskih vstaj (in s tem tudi aktivno nasprotovati revoluciji).